# Liste der Staatschefs der Provinz Nicaragua
Auch wenn das heutige Nicaragua zum Zeitpunkt der Unabhängigkeit Zentralamerikas von Spanien im Jahre 1821 als Intendencia de León bereits eine Verwaltungseinheit war, regierten in den ersten Jahren der Unabhängigkeit konkurrierende Regierungsjuntas in León und Granada sowie ab Juli bzw. August 1824 auch noch in Managua und El Viejo. Erst auf Druck der Föderationsregierung der Zentralamerikanischen Konföderation, welche die ersten beiden Staatschefs einsetzte, gelang es, eine zentrale Provinzialregierung zu errichten. Auch in der Folgezeit gab es jedoch häufiger „Gegenregierungen“.
Mit Beschluss vom 30. April 1838 erklärte Nicaragua seinen Austritt aus der Zentralamerikanischen Konföderation und wurde damit ein unabhängiger Staat. Dies wurde formell manifestiert durch die Verabschiedung der neuen Verfassung am 2. Mai 1838.
| Name                                                     | Lebensdaten | Amtszeit                          |
| -------------------------------------------------------- | ----------- | --------------------------------- |
| José Justo Milla Pineda Arriaga                          | 1794–1838   | 11. Februar 1824 – 4. Mai 1824    |
| Manuel Arzú                                              |             | 10. Oktober 1824 – 22. April 1825 |
| Manuel Antonio de la Cerda y Aguilar                     | 1780–1828   | 22. April 1825–22. April 1826     |
| Juan Argüello del Castillo y Guzmán                      | 1778–1830   | 22. April 1826–14. September 1827 |
| Pedro Oviedo de Chinandega                               | 1792–1842   | 14. September 1827–Dezember 1827  |
| Juntas in Granada und León                               |             | Dezember 1827 – 5. August 1828    |
| Juan Argüello del Castillo y Guzmán                      | s. o.       | 5. August 1828 – April 1829       |
| Nicolás Espinoza                                         |             | April 1829 – 12. Mai 1830         |
| José Dionisio de la Trinidad de Herrera y Díaz del Valle | 1781–1850   | 12. Mai 1830 – November 1833      |
| Benito Rosales                                           |             | November 1833 – 10. März 1834     |
| José Núñez                                               |             | 10. März 1834 – 23. April 1835    |
| José Zepeda                                              | 1784–1837   | 23. April 1835 – 25. Januar 1837  |
| José Núñez                                               | s. o.       | 25. Januar 1837 – 12. Januar 1838 |
| Francisco Jiménez Rubio                                  |             | 12. Januar 1838 – 13. März 1838   |
| José Núñez                                               | s. o.       | 13. März 1838 – 30. April 1838    |